# Tuado
Tuado è un comune dell'Azerbaigian situato nel distretto di Lənkəran.